# Мужская сборная Англии по кабадди
Мужская национальная сборная Англии по кабадди — представляет Англию на международных соревнованиях по кабадди. Управляющей организацией является Федерация кабадди Англии (англ. England Kabaddi Union).

## Результаты выступлений

### Чемпионаты мира (стандартный стиль)
| Год       | Победы                                            | Ничьи                                             | Поражения                                         | Место                                             |
| --------- | ------------------------------------------------- | ------------------------------------------------- | ------------------------------------------------- | ------------------------------------------------- |
| 2004—2007 | не участвовали (выступала сборная Великобритании) | не участвовали (выступала сборная Великобритании) | не участвовали (выступала сборная Великобритании) | не участвовали (выступала сборная Великобритании) |
| 2016      | 2                                                 | 0                                                 | 3                                                 | 7                                                 |

### Чемпионаты мира (круговой стиль)
| Год       | Победы         | Ничьи          | Поражения      | Место          |
| --------- | -------------- | -------------- | -------------- | -------------- |
| 2010—2011 | не участвовали | не участвовали | не участвовали | не участвовали |
| 2012      | 2              | 0              | 1              | 5              |
| 2013      | 4              | 0              | 3              | 4              |
| 2014      | 4              | 0              | 3              | 4              |
| 2016      | 5              | 0              | 2              | 2              |
| 2020      | 1              | 0              | 3              | 7              |